# Маркт-Ташендорф
Маркт-Ташендорф (нім. Markt Taschendorf) — громада в Німеччині, розташована в землі Баварія. Підпорядковується адміністративному округу Середня Франконія. Входить до складу району Нойштадт-на-Айші–Бад-Віндсгайм. Складова частина об'єднання громад Шайнфельд.
Площа — 27,73 км2. Населення становить 1003 ос. (станом на 31 грудня 2020).

## Галерея

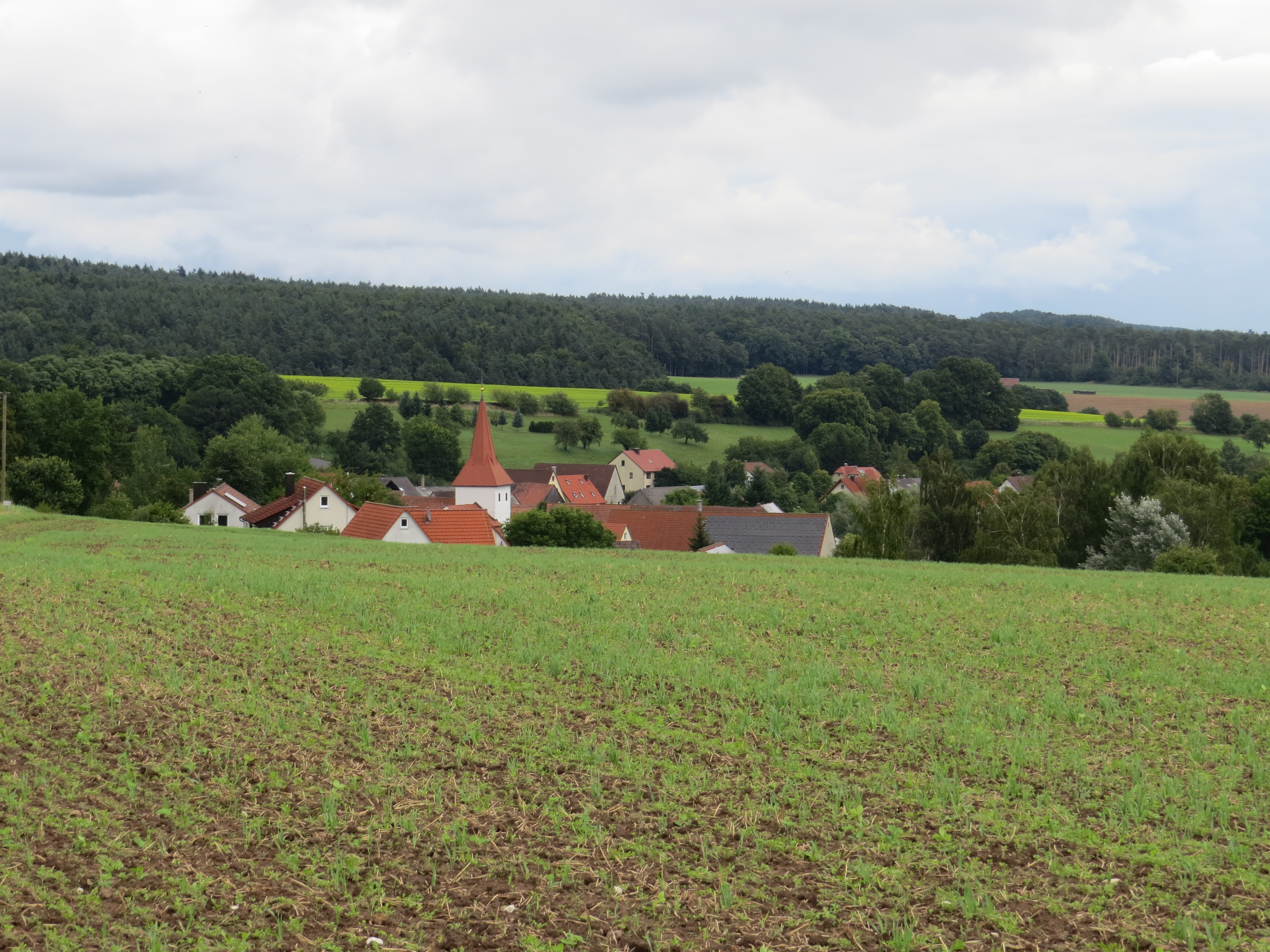